# Bodião-nabeta
O bodião-nabeta (Iniistius pavo), é uma espécie de bodião nativo de águas tropicais e subtropicais do Indo-Pacífico. Essa espécie de bodião tem o costume de viver enterrado na areia, para se esconder de predadores, além de produzir um muco que o protege de parasitas. Os jovens possuem um aspecto semelhante a ervas-marinhas, que o ajuda a se camuflar, já os adultos possuem colorações variadas, do verde para o azul e preto. Eventualmente a espécie é comercializada como peixe ornamental para aquários de água salgada.
O bodião-nabeta é nativo do Indo-Pacífico, podendo ser encontrado no Mar Vermelho para Kwazulu-Natal, África do Sul para o sul do Japão e Filipinas até a Nova Caledônia. Além de ser avistado no Golfo da Califórnia para o Panamá e as Ilhas Galápagos.